# Microsoft-fiók

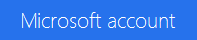
A Microsoft- fiók logója

A Microsoft-fiók (korábban a Microsoft Wallet, Microsoft Passport,  Microsoft.NET Passport, Microsoft Passport Network és Windows Live ID) a Microsoft által biztosított szolgáltatáscsoportokhoz történő bejelentkezést szolgálja. A Microsoft ezzel a felhasználónév–jelszó párosítással biztosítja legtöbb online termékének (Hotmail, OneDrive, Windows Live programcsomag, MSN, Zune, Windows Phone 7, Windows 8, Games for Windows és Xbox Live) és sok harmadik féltől származó szolgáltatás elérését. A vele együtt levő Profil és címtár megkönnyíti a kapcsolattartást, itt nem csak a Microsoft-fiók felhasználók profiljai lehetnek, lehet importálni Google és Facebook fiókot is. Így kettős szerepet tölt be, egyfelől azonosítást végez, másfelől, átvéve a címtárakat és a profilt az egyes alkalmazásoktól, megkönnyíti a használatukat a frissentartással, háttérszolgáltatásokkal.

## Szolgáltatások
Microsoft-fiók regisztrálásával a rendszer automatikusan létrehoz egy Windows Live fiókot. Ez két féle képen történhet:
1. a felhasználó felhasználónevet választ (így kaphat hozzá @hotmail.com, @outlook.com vagy Magyarországon @hotmail.hu végződésű e-mail-címet, (illetve korábban @windowslive.com, @live.com; @msn.com végződés is választható volt) vagy
2. már meglévő e-mail-címmel regisztrál (így is használhatja az e-mail-szolgáltatásokat).

Vannak olyan szolgáltatások is, amik a Microsoft-tól származnak, de nem jönnek létre automatikusan, első használatkor kell létrehozni. Ezek a Zune, Microsoft online áruházai, Game for Windows és Xbox Live. Ezek létrehozásához számlázási adatokat kell megadni.Az utolsó csoport a harmadik féltől származó alkalmazások, itt a szolgáltató bejelentkezéskor a Microsoft-fiók bejelentkező oldalóra irányít át, így adatok nem kerülnek ki.

## Windows Live
Mint előző neve is mutatja, a fiók alkalmas a Windows Live rendszerébe való bejelentkezésre. Így igénybe vehetjük az összes szolgáltatást vele (regisztráláskor létrejönnek az webes szolgáltatások és a szoftveres megoldásokhoz se kell semmilyen plusz adat megadása, külön regisztrálás). A fiókhoz tartozik egy Hotmail vagy outlook.com-fiók, egy SkyDrive tárhely is illetve a névjegyzékben tárolt személyekkel online is lehet csevegni. A Windows Live Essentials programjaiba is be lehet jelentkezni vele, így könnyebbé teszi a megosztást a Fotótár vagy a Movie Maker programból. A szinkronizációban is segít, mert egy címlistát és egy profilt kell fenntartani vele. A Windows Live Messengerbe (MSN) is ezzel lehet bejelentkezni.Mint a leváltott Windows Live ID név is mutatja a Microsoft megszünteti a Windows Live-ot, mint márkanevet, így valószínűleg a Windows Live csomag teljesen beleolvad a Microstf-fiók szolgáltatásaiba.

### Hotmail
A Hotmail és outlook.com is használja a Microsoft-fiók névjegyzékét (Emberek), a profilba is beleépül és a Naptár bejegyzései is átkerülnek.

### outlook.com
A Hotmailt és a Windows Live online részét leváltani készülő alkalmazás egyelőre együtt használható a Hotmail-lel (azaz vissza lehet még térni a Windows Live-os felületér annak, aki váltott), viszont együtt nem használhatóak. Az outlook.com-ot tervezték inkább a Microsoft-fiókhoz, megjelenésében is ahhoz hasonlít.

### OneDrive
A Microsoft felhőszolgáltatása még kép- és videótárként indult a Windows Live részeként. Ma már bármilyen témájú anyag felkerülhet rá 5 GB-ig.Ami ingyenes Beépül az Office 365-be és a Windows 8-ba, de klienssel Windows 7-be is. Office 365 otthoni vagy egyszemélyes előfizetéssel 1 TB Onedrive tárhelyet kap az előfizető.Nagy mellékletet a rendszer e-mail-szolgáltatói úgy tudnak küldeni, hogy feltöltik OneDrive-ra. Az Office Web Apps alkalmazás segítségével a dokumentumok online szerkeszthetők a böngészőn keresztül. Ez beleépül az Office 365-be is, de ez ingyen használható.

## Games for Windows és Xbox Live
A fenti szolgáltatások igénybevételéhez is szükséges Microsoft- fiók. Mivel a két szolgáltatás mostanára nagyon egybeolvadt, ezért a számlázási adatokat csak egyszer kell megadni a Microsoft- fiók aktiválásakor. A szolgáltatás segítségével közösen lehet szórakozni, versenyezni az ismerősökkel, de szociális funkciói is vannak. Ide is a megszokott felhasználónév- jelszó párossal lehet bejelentkezni, de itt lehet nicknév alatt is játszani.

## Zune
A Zune a Microsoft zenelejátszó készüléke volt, melynek fejlesztését a Windows Phone megjelenésével abbahagyták. Így megmaradt zene és videó lejátszó és szinkronizáló szoftvernek. PC-re telepíteni kell, de Windows Phone-ban alapértelmezetten megvan. Itt is meg kell adni plusz adatokat, Microsoft-fiókkal való belépéskor. Valószínűleg a Windows 8 bevezetésével megszűnik a Zune is, mint márkanév, helyette Zene és Videók alkalmazás lesz, de a Zune felhasználó megmarad.

## Office 365
A Microsoft Office 365 az Office egyik szolgáltatása, mellyel mindenhol szerkeszthető a felhőben minden mentett dokumentum. Az azonosításra itt is a Microsoft- fiók szolgál, így a mentés is OneDrive-ra megy. Ez a szolgáltatás megkönnyíti az együtt működést.

## Windows Phone
A cég mobilplatformján is nagy szerepet kap a Microsoft- fiók: ezen keresztül éri el a telefon a Marketplace-t, így tud naptárbejegyzéseket és kapcsolatokat tárolni és szinkronizálni a többi platformmal, illetve az Office dokumentumait is így tudja a OneDrive-ról megnyitni. A mindenfajta telefonon elérhető szolgáltatás mellett létezik a windowsphone.com oldal, ahol meg lehet tekinteni a korábbi vásárlásokat, illetve el lehet érni a telefon elvesztése esetén hasznos szolgáltatásokat. Ezek segítségével távolról lehet törölni a személyes adatokat, le lehet zárni a készüléket és meg lehet nézni a GPS által jelentett pozíciót. Az Xbox Live-ba is Microsoft- fiókkal lehet letölteni telefonra játékokat.

## Windows 8
A Windows 8-ba nagyon beleépülnek a Microsoft- fiók nyújtotta szolgáltatások. Nincs ugyan szükség Microsoft-fiókra a Windows 8 használatához, de kifejezetten ajánlott. Ha a felhasználó Microsoft-fiókkal jelentkezik be a számítógépre, összekapcsolja a számítógépet a számára fontos emberekkel, fájlokkal és eszközökkel, így a számítógép csatlakozik a felhőhöz, ennek hatására pedig:
- Automatikusan frissülnek a számítógépen a felhasználó ismerőseinek cím- és állapotadatai például a Hotmailről, a Facebookról, a Twitterről, a LinkedInről, ha csatlakoztatva vannak ezeket a szolgáltatásokat a Microsoft-fiókhoz.
- Ezeket az adatokat, postokat, képeket böngésző nélkül is el lehet érni, sőt kapcsolatokat a Start képernyőre is ki lehet rakni.
- Elérheti és megoszthatja fényképeit, dokumentumait és egyéb fájljait például a OneDrive-on, a Facebookon és a Flickren.
- A személyes beállításai szinkronizálódnak minden olyan számítógépre, amelyen a Windows 8 fut. Ez kiterjed a témákra, a nyelvi beállításokra, a böngészőben kiválasztott kedvencekre és az alkalmazásokra.
- Alkalmazásokhoz juthat a Windows Áruházban, és minden olyan számítógépen használhatja őket, amelyen a Windows 8 fut, és amelyre bejelentkezik.

## Háttérszolgáltatások
A fenti szolgáltatásokon kívül a Microsoft- fiók rendelkezik háttérszolgáltatásokkal is, azaz az összes helyen, ahova belépünk Microsoft- fiókkal (beleértve a Windows Phone-t és a Windows 8-at is) azonos profillal leszünk jelen és egy címlistát használ minden alkalmazás is, megkönnyítve a szinkronizációt. Ezek is, néhány fenti szolgáltatással ellentétben, automatikusan létrejönnek.

## Egyéb szolgáltatások
Az egyszerűbb kezelhetőség érdekében még sok alkalmazás használja a Microsoft- fiókot azonosításra, esetleg, mint kész profil. Ilyen például a MSDN, Microsoft Connect, DreamSpark, AppHub, MSN.COM, bing.com és sok egyéb Microsofttól vagy harmadik féltől származó alkalmazás.

## Támogatás
Microsoft fiók támogatás 
Microsoft fiók : Jelszó helyreállítás 
Microsoft Fiók : Számlázási portál